# Piet Zwart

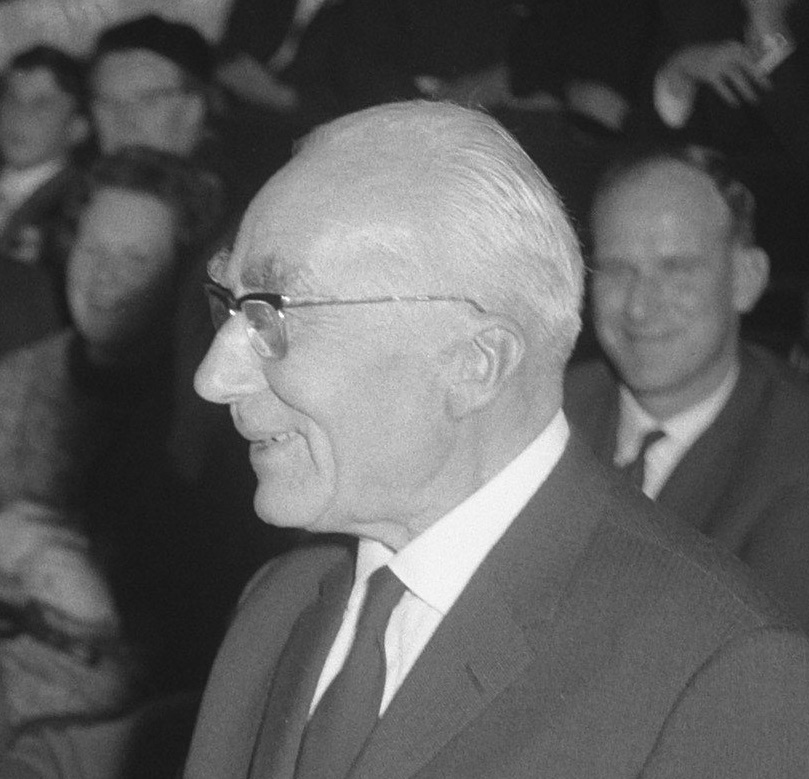
Zwart (1964)

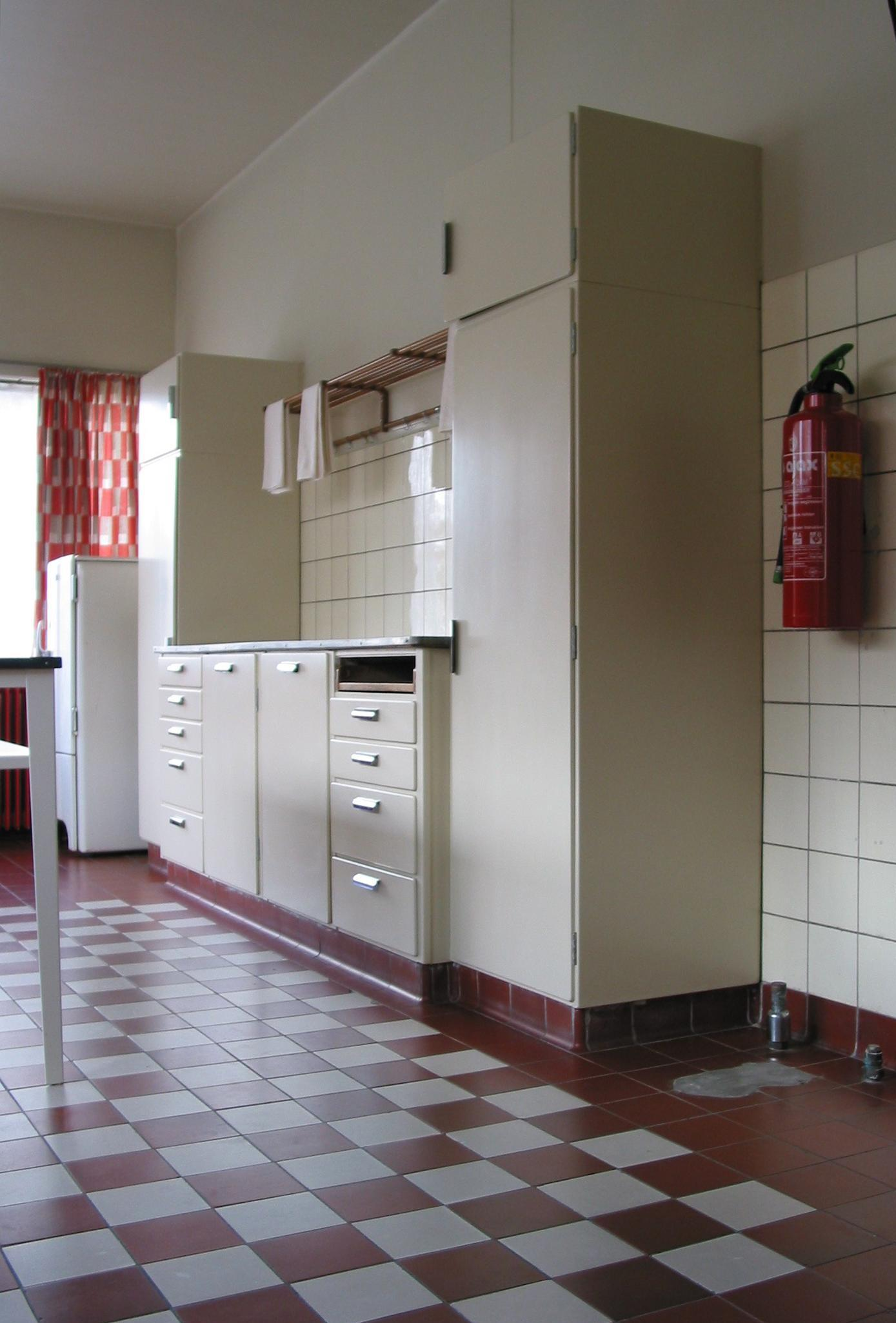
Bruynzeel Cucina (Rotterdam)

Piet Zwart (Zaandijk, 28 maggio 1885 – Wassenaar, 24 settembre 1977) è stato un designer e grafico olandese.

## Biografia
Esordisce lavorando presso lo studio di architettura di Hendrik Petrus Berlage. Successivamente si dedica alla progettazione grafica entrando in contatto col gruppo della De Stijl.
A partire dal 1923 inizia a collaborare con la NKF di Delft, azienda olandese di cavi elettrici. Per questa ditta realizzerà nel corso degli anni venti uno dei progetti di comunicazione globale più importanti del Novecento (basandosi inizialmente sull'esclusivo impiego di elementi tipografici, e introducendo successivamente immagini fotografiche).
Zwart ha scritto su importanti riviste di grafica, ha insegnato presso l'Accademia di Rotterdam e alla Bauhaus di Dessau. Nel 1964 partecipò all'esposizione internazionale della Documenta 3.

## Francobolli 1931

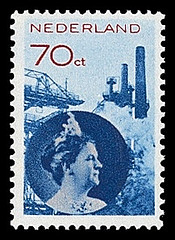
Guglielmina
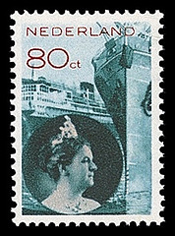
Guglielmina
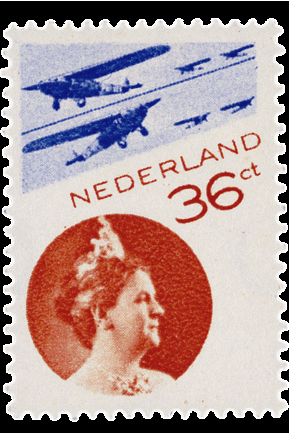
Guglielmina
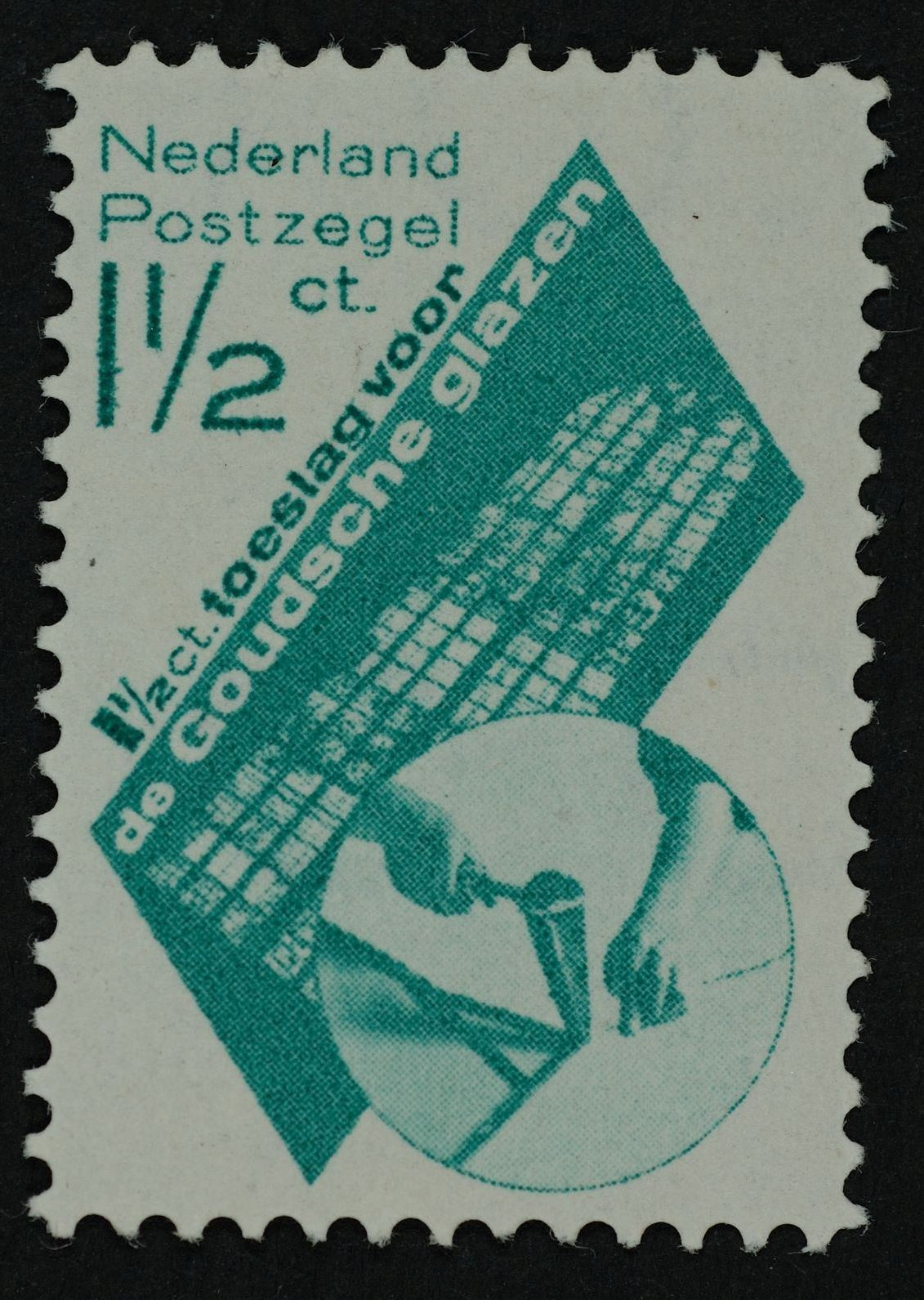
Vetrata Gouda